# فستالية زمردية
فستالية زمردية (الاسم العلمي:Vestalis smaragdina)  هي نوع من الحشرات يتبع جنس الفستالية من الفصيلة الرعاشية                       .	